# Ландесман, Семён Андреевич
Семён (Симон) Андреевич Ландесман (1860, Одесса — после 1917) — архитектор. Один из городских архитекторов Одессы, автор ряда проектов общественных зданий.

## Биография
Окончил Одесское реальное училище в 1880 году. В 1886 году окончил Петербургский институт гражданских инженеров. В 1880 году служил в армии, после чего получил должность сверхштатного техника Технико-строительного отделения Городской управы.
В 1890 году назначен на должность архитектора по надзору за городскими зданиями и с тех пор упоминается в адрес-календарях. С момента получения данной должности архитектор жил в доме Вейнштейн на Княжеской ул., 2.
В 1892 году напротив построили дом Одесского отделения Императорского Русского технического общества («Масонский дом»), членом архитектурного отдела которого был Ландесман. В 1901—1902 годах по его проекту рядом было с домом общества была построена школа строителей для того же общества.
Около 1905—1906 годов переехал в дом А. Д. Перкель на ул. Херсонской, 19,в данном доме он жил и в 1913 году, а возможно и до Октябрьской революции.
Ландесман не занимался крупными частными заказами в сфере жилищного строительства, в начале XX века он осуществляет надзор за различными незначительными переделками и сооружениями. Однако активно занимается сооружением зданий по заказу города, а также частных общественных зданий, таких как Бессарабско-Таврический банк, театр Сибирякова, баня Исаковича.
Архитектор преимущественно строил в стиле неоренессанса, часто использовал арочные окна и обильное скульптурное убранство, которое в целом было в умеренном количестве. В проекте надстройки дома еврейского общества Ландесман пробует себя в стиле модерн, однако дальнейшие здания были построены в стиле историзма. И только как апогей творчества в стиле зрелого неоклассицизма на центральной улице города был сооружен пятиэтажный дом Я. А. Новикова, строительство которого освещала тогдашняя пресса. Также занимался сооружением зданий, выполненных по проектам других лиц.
В 1910 году вышел в отставку и занялся сугубо частной практикой, в 1918 году покинул Российскую империю.

## Проекты

### Жилые здания
- 2-этажный с мансардой дом Калягина, 1890, Южная ул. / пер. Академика Ясиновского, 12[4];
- 2-этажный с мансардой дом Шокина, 1890, Нежинская ул., 41[4] (не сохранился);
- 3-этажный с подвалом дом Кауфмана, 1890, Базарная ул., 34[4] (не сохранился);
- Здание (3-этажное) и флигель еврейского сиротского дома, 1891, пер. Авчинниковский, 13[4][5];
- 2-этажный с флигелем дом Горбаря, 1891, Манежная ул., 2 / Ольгиевский спуск., 2[4];
- 2-этажный с флигелем дом Гонополя и Кривоноса, 1891, Средняя ул., 65[4] (не сохранился);
- 2-этажный с подвалом дом и флигель Ганелина, 1891, ул. Госпитальная (ныне Богдана Хмельницкого), 40[4] (не сохранился);
- Реконструкция дома Неймана для больницы, 1891, ул. Полицейская, 26 / Екатерининская ул., 26[5];
- Реконструкция дома С. Антонини, 1892, ул. Юрия Олеши, 11[5]. Памятник архитектуры № 911-Од[6];
- дом Кайглухис, 1892, Княжеская ул., 4 / ул. Новосельського, 7[5]. Памятник архитектуры № 347-Од[6];
- дом Ф. Айзнеман, 1892, Еврейская ул., 38[5] (не сохранился);
- дом управляющего станцией городской водокачки «Одесса-Чумка», 1899, Водопроводная ул., 15. Вновь выявленный памятник архитектуры[6];
- дом Зоншейна (совместно с А. Б. Минкусом), 1899—1900, ул. Новосельського, 91 / Тираспольская ул., 8[5]. Памятник архитектуры № 839-Од[6];
- Дом Фальц-Фейна (совместно с Л. Л. Влодеком), 1899—1900, ул. Гоголя, 7[4]. Памятник архитектуры № 171-Од[6];
- здание для Шполянского, 1901, Ришельевская ул., 55[5];
- Реконструкция и надстройка третьего этажа дома еврейского общества, нач. XX в.[7]. Памятник архитектуры № 747-Од[6];
- Жилой дом Юго-Западной железной дороги, 1902—1903, Приморская ул., 2[5]. Памятник архитектуры № 677/1-Од[6];
- Жилой дом Юго-Западной железной дороги, 1907, Приморская ул., 4[5]. Памятник архитектуры № 677/2-Од[6];
- Надзор за сооружением дома Боскі (проект: П. Л. Славкін), 1912, Малая Арнаутская вул., 43 / Гимназическая ул., 16[5]. Памятник архитектуры № 463-Од[6];
- дом Я. О. Новикова, проект 1911[8], строительство: 1912—1913, Дерибасовская ул., 12[6]. Памятник архитектуры № 1-Од[6];

### Общественные здания
- земледельческая ферма для воспитанников еврейского сиротского дома, Латовка[4];
- 15 народных 2-х и 3-хклассных училищ восьми разных типов[4];
- Мастерская и больница при Городском сиротском доме, пер. Матросова, 1/3[4];
- Две лепные лавки на Толкучем рынке, Прохоровский сквер[4];
- Электрическая станция компании «Эдисон»[4];
- Участие в планировании городского парка (ныне им. Т. Г. Шевченко) (а также в разные годы: арх. Бернардацці А. О., Бесчастнов М. Ф., садовник Орликов Н. В., арх. Гольденберг Я. С., Баумштейн Э. С.), ІІ-а пол. ХІХ ст., Маразлиевськая ул. Вновь выявленный памятник архитектуры[6];
- Надзор за сооружением моста Коцебу вдоль ул. Бунина через Карантинную балку (проект: инж. Е. Гаррис), 1889—1890[4]. Памятник архитектуры № 111-Од[6];
- Комплекс зданий городской водокачки (совместно с Л. Л. Влодеком), 1880-е — 1890-е, Водопроводная ул., 15. Вновь выявленный памятник архитектуры[6];
- Молитвенный дом евреев мебельного цеха, 1890, Мясоедовская ул., 15[5];
- Больница Одесского общества покровительства животным, 1891, ул. Петра Кутузакия, 21[5];
- Городское начальное училище № 36, 1891 (надстроено Е. Я. Меснером в 1890[9]), Старопортофранковская ул., 40. Памятник архитектуры № 828-Од[6];
- 2-я женская гимназия, 1892—1893 гг., ул. Старопортофранковская, 20 / ул. Мечникова, 15[4][5]. Памятник архитектуры № 818-Од[6];
- Надзор за сооружением Церкви Григория Богослова для городских училищ (проект Л. Ф. Прокоповича), 1895—1896 гг., Старопортофранковская ул., 18[4]. Памятник архитектуры № 817-Од[6];
- Приют для сестёр Красного Креста (вероятно, амбулатория), 1896—1898 гг., Итальянский бульв., 7 / Мариинская ул., 2[4]. Памятник архитектуры № 48-Од[6];
- Больница фабрично-заводских рабочих Красного Креста, конец 1890-х гг., Люстдорфская дор., 1[5]. Вновь выявленный памятник архитектуры[6];
- Бессарабско-Таврический земельный банк, 1900, ул. Херсонская, 25[4]. Памятник архитектуры № 56-Од[6];
- Приют для немощных работников печати, 1901, Фонтанская дорога (на 3-й станции парового трамвая на Большой Фонтан) (не сохранился)[4];
- Здание Одесского отделения Императорского Российского музыкального общества, 1900—1901, ул. Новосельського, 63[4];
- Гидропатическое заведение доктора Абеля и Валика, 1901—1902, Елисаветинская ул., 16[4]. Памятник архитектуры № 266-Од[6];
- Триумфальная арка, 1902, Французский бульв.[4] (разобрана);
- Школа строителей Одесского отделения Российского Технического общества, 1902, Княжеская ул., 1а / Старопортофранковская ул.[4]. Памятник архитектуры № 345/2-Од[6];
- Баня С. Исаковича, 1902, Кузнечная ул., 57[4]. Памятник архитектуры № 396-Од[6];
- Здание торгового дома Кроне, 1902, ул. Жуковского, 28[6]. Памятник архитектуры № 10-Од[6];
- Театр Сибирякова, 1903, ул. Херсонская, 15 / Конная (после пожара перестроен в 1914 г. арх. М. Линецким)[4]. Памятник архитектуры № 620-Од[6];
- Второй еврейский сиротский приют им. Л. и Л. Финкельштейн (совместно с Л. Л. Влодеком), 1904, ул. Довженко, 4 корпус 2[5];
- Лазарет Люблинского пехотного полка, 1908, ул. 10 апреля, 4[4];
- Здание банкирского дома «М. Ашкинази», 1910, Ришельевская ул., 2[4]. Памятник архитектуры № 735-Од[6];
- Анатомический дом (совместно с Э. Я. Меснером), 1910—1912, Валиховский пер., 4[4];
- Надзор за сооружением совместно с М. И. Линецким корпусов Фруктового пассажа (проект Ф. П. Нестурха), Преображенская ул. / Новощепной ряд[5]. Вновь выявленный памятник архитектуры[6];
- Нагляд за надстройкой третьего этажа амбулатории Медицинского факультета Новороссийского университета (проект надстройки: арх. Бауэр Б. А.), 1912—1913, Валиховский пер., 5 корпус 1[10]. Памятник архитектуры № 576/3-Од[6];
- Ремонт городского театра, 1917—1919, Театральная площадь[6];

### Нереализованные проекты
- Проект 3-этажного дома Ющенко, 1891, Нежинская ул., 51[4];
- Проект Городского родильного дома, 1894, ул. Ямчитского, 2[4].

## Галерея
- Здание городской водокачки (совместно с Л. Л. Влодеком), 1880-е — 1890-е
- Здание городской водокачки (совместно с Л. Л. Влодеком), 1880-е — 1890-е
- Здание городской водокачки (совместно с Л. Л. Влодеком), 1880-е — 1890-е
- дом С. де Антонини, реконструкция 1892
- доходный дом Штейнберга, 1892
- 2-я женская гимназия, 1892—1893
- Амбулатория общества "Красного Креста", 1896—1898
- Больница фабрично-заводских рабочих Красного креста, кон. 1890-х
- Дом управляющего станцией городской водокачки "Одесса-Чумка", 1899
- Дом Фальц-Фейна (совместно с Л. Л. Влодеком), 1899—1900
- Бессарабско-Таврический банк, 1900
- Дом Одесского отделения Императорского Российского музыкального общества, 1900—1901
- Гидропатическое заведение доктора Абеля и Валика, 1901—1902
- Школа строителей Одесского отделения Российского Технического общества, 1902
- Баня С. Исаковича, 1902
- Здание торгового дома Кроне, 1902
- Жилой дом Юго-Западной железной дороги, 1902—1903
- Дом еврейского общества, реконструкция и надстройка нач. XX в.
- Театр Сибирякова, 1903
- Жилой дом Юго-Западной железной дороги, 1907
- Здание банкирского дома "М. Ашкинази", 1910
- дом Я. О. Новикова, проект 1911, строит.: 1912—1913